# غاري باور
غاري باور (بالإنجليزية: Gary Bauer)‏ (و. 1946 – م) هو سياسي من الولايات المتحدة الأمريكية . ولد في كوفينغتون .
وهو عضو في الحزب الجمهوري .

## التعليم
تعلم في Georgetown University Law Center.